# Simaetha knowlesi
Simaetha knowlesi là một loài nhện trong họ Salticidae.
Loài này thuộc chi Simaetha. Simaetha knowlesi được Marek Żabka miêu tả năm 1994.